# Alberta Lorenzoni
Alberta Lorenzoni fue una deportista italiana que compitió en esgrima, especialista en la modalidad de florete. Ganó tres medallas de bronce en el Campeonato Mundial de Esgrima entre los años 1947 y 1953.

## Palmarés internacional
| Campeonato Mundial | Campeonato Mundial     | Campeonato Mundial | Campeonato Mundial  |
| Año                | Lugar                  | Medalla            | Prueba              |
| ------------------ | ---------------------- | ------------------ | ------------------- |
| 1947               | Lisboa (Portugal)      | Medalla de bronce  | Florete por equipos |
| 1952               | Copenhague (Dinamarca) | Medalla de bronce  | Florete por equipos |
| 1953               | Bruselas (Bélgica)     | Medalla de bronce  | Florete por equipos |